# Proceratophrys belzebul
Espèce
Proceratophrys belzebul est une espèce d'amphibiens de la famille des Odontophrynidae.

## Répartition
Cette espèce est endémique de l'État de São Paulo au Brésil. 

## Description
Les mâles mesurent de 40,5 à 51,3 mm.

## Étymologie
Son nom d'espèce, fait à partir de belzebul, pour Belzébuth, lui a été donné en référence aux deux appendices palpébraux ressemblant à des cornes ainsi qu'à la coloration sombre de cette espèce.

## Publication originale
- Dias, Amaro, de Carvalho-e-Silva & Rodrigues, 2013 : Two new species of Proceratophrys Miranda-Ribeiro, 1920 (Anura; Odontophrynidae) from the Atlantic forest, with taxonomic remarks on the genus. Zootaxa, no 3682 (2), p. 277–304.